# Smeden fra Store Wootton
"Smeden fra Store Wootton" ("Smith of Wooton Major") er en novelle fra 1967 af den britiske forfatter J. R. R. Tolkien. På dansk er den oversat to gange, i 1975[kilde mangler] og igen i 1985.

## Baggrund
Tolkien begyndte på historien som et forsøg på at forklare eventyrvæsnet "en fe" ved en historie om en kok og hans kage. Den skulle være forord til George MacDonalds eventyr "The Golden Key", men efterhånden voksede historien til en selvstændig fortælling.
Historien har ingen forbindelse med Tolkiens Midgård, bortset fra temaet med en rejsende der rejser til et land uden for den normale verden, som ikke kan nås af almindelige dødelige; et tema der genfindes i fortællingerne i Silmarillion om Beren i Thingols rige eller Eärendils rejse til Valinor.

## Handling
Landsbyen Store Wootton var kendt for sine årlige byfester, som især var berømte for deres gode mad. Den største og mest berømte fest var "De Gode Børns Fest", som blev holdt hvert 24. år med 24 børn som deltagere. Højdepunktet ved denne særlige fest var "Den Store Kage" - den vigtigste opgave for landsbyens mesterkok, og afgørende for hans gode ry og rygte. Ved historiens begyndelse var mesterkokken en "Nokes", der havde fået posten lidt ved en tilfældighed og uden at være så dygtig, som det ellers forventedes af mesterkokken. Men han havde en meget dygtig lærlig, som han havde overtaget fra den forrige mesterkok. 
I kagen gemmes 24 små ting, mønter, figurer m.v., som børnene kan finde - at finde en ting i kagen ansås for lykkebringende. Men Nokes gemte også en 25. ting, en lille sølvstjerne, som han fandt efterladt i en æske fra den tidligere mesterkok. Stjernen blev imidlertid ikke fundet i kagen, men slugt af smedens søn. Sønnen mærkede slet ikke, at han slugte den, men da han noget tid senere fyldte 10 år, blev stjernen aktiv.
Stjernen kom nu til at sidde på sønnens pande, hvor den sad og skinnede - men folk bemærkede den alligevel ikke. Ved hjælp af stjernen kunne sønnen nu rejse ind og ud af eventyrriget, som han ville, og han var beskyttet mod de farer, der lurede der - folk han mødte i eventyrriget kaldte ham "stjernepande", for de kunne godt se stjernen. Smedens søn (der nu selv vr smeden og bare kaldtes Smed) tog mange rejser til eventyrriget, og til sidst mødte han Dronningen, og senere blev det også afsløret, hvem der var Kongen.
Efter mange år skulle der igen holdes "De Gode Børns Fest", og det nævnes at lærlingen, der nu var mesterkok, var en af de få, der kom til at lave sin anden kage. Smed havde nu haft stjernen i mange, mange år, og mesterkokken bad ham afhænde den, så den igen kunne komme i kagen og blive fundet af et nyt barn. Efter festen trk mesterkokken sig tilbage og overlod posten til sin lærling, men Smed helligede sig sit arbejde og sin familie.